# Лорел Хейло
И́на Кьюб (Ina Cube, 1985/1986) — американская певица и музыкант, выступающая под псевдонимами Ло́рел Хе́йло (Laurel Halo) и King Felix.

## Биография
Кьюб родилась и выросла в Энн-Арборе. Будучи ребёнком, она начала играть на фортепиано, гитаре и скрипке. Собственную музыку она стала сочинять с 19 лет и в период с 2006 по 2009 года выпустила несколько мини-альбомов. В 2009 году она переехала в Бруклин (Нью-Йорк), где и проживает в настоящее время.
Лорел Хейло записала вокал для трека «Strawberry Skies» из альбома Games That We Can Play. В конце 2010 года она выпустила мини-альбом King Felix, записанный под влиянием романа Филипа Дика «Валис». Пластинка была замечена в блогосфере, и журнал Fact объявил Хейло фаворитом года. Менее чем через год вышел диск Hour Logic, включённый в списки лучших альбомов по версии Fact и интернет-издания The Quietus.
В 2012 году Лорел Хейло подписала контракт с лейблом Hyperdub, на котором 28 мая вышел её дебютный студийный альбом Quarantine. Кроме того, в апреле 2012-го она под псевдонимом King Felix выпустила мини-альбом Spring, заглавный трек из которого был отмечен как «лучшая новинка» на Pitchfork.

## Дискография
- King Felix (Hippos in Tanks, 30 ноября 2010)[11]
- Antenna (NNA Tapes, 10 мая 2011)[12]
- Hour Logic (Hippos in Tanks, 21 июня 2011)[12]
- Spring (мини-альбом, Liberation Technologies, 9 апреля 2012)
- Quarantine (Hyperdub, 21 мая 2012)
- Chance of Rain (Hyperdub, 28 октября 2013) ● Laurel Halo - Atlas (2023 Awe)

## Дополнительные публикации
1. Рецензии журнала Fact (англ.):
  1. Laurel Halo: Antenna
  2. Laurel Halo: King Felix EP
  3. Laurel Halo: Hour Logic EP
2. Fitzmaurice, Larry. Laurel Halo: Hour Logic EP (англ.). Pitchfork (27 июня 2011). Дата обращения: 20 января 2012. Архивировано 18 мая 2012 года.
3. Caramanica, Jon. Keyboard Speaks Louder Than a Microphone (англ.). NYTimes.com (20 июня 2011). Дата обращения: 20 января 2012. Архивировано 18 мая 2012 года.